# Zmizelá
Zmizelá, v originále Gone Girl, je román od americké autorky Gillian Flynnové. Kniha byla vydána v červnu 2012 a velmi brzy se dostala na seznam nejprodávanějších knih The New York Times. Hlavní zápletka se točí okolo Nicka Dunna, kterému v den pátého výročí svatby zmizela manželka.
Autorka knihy, Gillian Flynnová, v několika rozhovorech řekla, že ji zajímalo zkoumání psychologie a dynamiky dlouhodobého vztahu. Při vytváření hlavních postav, které pracují jako spisovatelé, využila vlastní zkušenosti, kdy byla vyhozena z práce novinářky pro magazín Entertainment Weekly.
Američtí kritici ohodnotili knihu pozitivně. Chválili ji za použití nespolehlivých vypravěčů, zvratů a napětí.
V roce 2014 byla vytvořena filmová adaptace knihy v hlavních rolích s Benem Affleckem a Rosamund Pike, v režii Davida Finchera.

## Děj knihy
Hlavním tématem knihy je složité manželství Nicka a Amy Dunnových, které se rozpadá z několika důvodů. První část knihy je psána v první osobě, kdy se ve vyprávění střídají Nick a Amy. Nickův pohled je se současnosti a Amyin z minulosti ve formě deníkových zápisků. Oba příběhy jsou velmi odlišné. Amyino zobrazení jejich manželství vypadá mnohem šťastněji a jednodušeji, než jak ho popisuje Nick. Na druhou stranu, Nickův příběh mluví o Amy jako o uzavřené a tvrdohlavé bytosti. Amyino zobrazení vytváří Nicka mnohem agresivnějšího, než on sám sebe popisuje ve své verzi příběhu.
Nick přijde o místo novináře v důsledku snižování stavů. Pár se přestěhuje z New Yorku do Nickova rodného města North Carthage v Missouri, aby se mohli starat o jeho umírající matku. Nick si otevře bar, kdy použije poslední peníze z fondu jeho manželky, a provozuje ho se svou sestrou Margo. Díky baru se rodina uživí, ale manželství Nicka a Amy se stává nefunkčním. Amy milovala svůj život v New Yorku a nenávidí vylidněný „McMansion“, který si s Nickem pronajímají.
V den pátého výročí jejich svatby Amy zmizí. Nick se stane hlavním podezřelým v jejím zmizení pro několik důvodů: použil její peníze pro začátek podnikání, zvýšil její životní pojištění a na veřejnosti působí bez emocí. Policie později najde v Nickově kůlně krabice s násilnou pornografií.
V druhé polovině knihy se čtenář dozví, že Nick i Amy jsou nespolehlivými vypravěči a že čtenáři nebyly dány všechny informace. Nick měl mimomanželský poměr a Amy je naživu, schovává se v motelu a snaží se veřejně usvědčit Nicka za svou „smrt“. Její deník je falešný a měl za cíl zaplést Nicka s policií. Nick brzy zjistí, že se ho Amy snaží očernit, ale nemá, jak by to dokázal.
Amy zůstává v motelu, ovšem jednoho dne ji oloupí ostatní obyvatelé a ona zůstává bez peněz. Mezitím Nick veřejně začne prosit o její návrat a přesvědčuje, že ji stále miluje. Amy je zoufalá a hledá pomoc u svého bývalého přítele Dessiho, která jí je posedlý. Dessi souhlasí, že ji ukryje ve svém domě, ale Amy se brzy začne cítit uvězněná, když Dessi začne být majetnický. Amy ho zavraždí a vrací se ke svému manželovi. Prohlásí, že byla unesena. Nick ví, že Amy je vrah, ale zůstává v manželství, protože nemá žádné důkazy o jejích zločinech a podvodech. Amy ho nutí, aby na veřejnosti předstíral lásku k ní a doufá, že nakonec ji začne milovat. Amy začne psát svou vzpomínkovou knihu, zatímco Nick píše svoje vlastní vzpomínky, kde odhaluje Amyiny lži. Amy se pak oplodní Nickovým spermatem a donutí ho smazat knihu tím, že vyhrožuje zabitím jejich nenarozeného dítěte. Na konci se Nick rozhodne zůstat s Amy a navždy předstírat spokojenou rodinu pro dobro svého dítěte.

## Ohlasy
Kniha byla po osm týdnu na prvním místě v seznamu nejprodávanějších knih New York Times Hardcover. Kulturní kritik Dave Itzkoff napsal, že kniha byla, s výjimkou série Padesát odstínů šedi, největším literárním fenoménem roku 2012. Půl roku od prvního vydání se podle vydavatele prodalo přes dva miliony kopií v tištěné a digitální verzi.
Kniha byla chválena v mnoha denících a magazínech, včetně The New Yorker, The New York Times, Time, Publishers Weekly, Entertainment Weekly, Chatelaine, People a USA Today. Recenzenti vyjádřili obdiv k napětí v knize, nečekanou zápletku v podobě nevěrohodného vypravěče, psychologickou dimenzi knihy a její zkoumání manželství, které zrezivělo. Entertainment Weekly ji označuje jako „důmyslný a zrádný román“. The New Yorker ji popisuje jako „dobře řemeslně udělaný román“, chválící zobrazení rozpadajícího se manželství, ale shledal závěr knihy jako "poněkud bizarní".
The New York Times přirovnává Gillian Flynnovou k oceňované autorce napínavých knih, Patricii Highsmithové. Je zmíněno, že kniha je Flynniným „zářným průlomem“ a že román je „mazaný, rtuťovitý, jemný vrstvený a zalidněný postavami tak dobře vymyšlenými, že je těžké se s nimi rozloučit.“ Recenze USA Today se zaměřuje na radost knihkupců z velkých prodejů knihy, citující majitele knihkupectví z Jacksonu v Mississippi, který řekl: „Bude se vám z toho točit hlava.“ People Magazine shledal novelu jako „delikátní letní čtení“, které se noří „hluboko do nejtemnějších míst lidské psychiky“. Recenze od Chatelaine oceňuje napětí románu, jeho složitou detailní zápletku a způsob, kterým udržuje čtenáře z rovnováhy.
Mnoho recenzentů si všimlo, že je těžké psát o knize, protože jen málo z první půle je tím, čím se zdá být. Lev Grossman ve svém komentáři pro Time popisuje novelu jako „dům zrcadel“. Také uvádí, že „její obsah může být postmoderní, ale má podobu čistokrevného thrilleru o povaze identity a hrozných tajemství, která mohou přežít a rozvíjet i v těch nejintimnějších vztazích“.
Ve článku pro Salon.com, si autorka Laura Miller stěžuje, že Zmizelá viditelně chybí na seznamech prestižních literárních cen jako jsou National Book Award nebo Pulitzerova cena. Ten samý článek tvrdí, že Zmizelá byla znevýhodněna, protože patří do žánru záhadných knih. V roce 2012 byla kniha vybrána pro zahájení předávání cen Salon What To Read Awards. O rok později byla také nominována na Women's Prize for Fiction. Natasha Walter, jedna z porotkyň Women's Prize, řekla v rozhovoru pro deník Independent, že mezi porotci byla značná debata ohledně zařazení knihy do kruhu finalistů.